# Abborrtjärnen (Edefors socken, Norrbotten, 736609-173043)
Abborrtjärnen är en sjö i Bodens kommun i Norrbotten och ingår i Luleälvens huvudavrinningsområde.